# Szegedi Keresztény Roma Szakkollégium
A Szegedi Keresztény Roma Szakkollégium Szegeden működő, 2012-ben alapított szakkollégium, amelyet a Szeged-Csanádi egyházmegye tart fenn.

## Bemutatása
2012. február 15-én Kiss-Rigó László szeged-csanádi püspök aláírta a Szegedi Keresztény Roma Szakkollégium alapító okiratát. A Szeged-Csanádi egyházmegye azzal a céllal hozta létre az intézményt, hogy – csatlakozva a történelmi egyházak között 2011-ben létrejött megállapodáshoz – hozzájáruljon a közéleti feladatvállalás iránt elkötelezett, aktív társadalmi párbeszédet folytató cigány értelmiségiek formálásához, akik érzékenyek a társadalmi és szociális kérdések iránt. Ezzel egy olyan szellemi műhelyt hoztak létre Szegeden, amely a cigányok integrációjára keresztény alapú alternatívát kínál. Ez az ötödik cigány szakkollégium az országban, amelyet egyház tart fenn.
Az első 10 év során összesen 112 cigány fiatal csatlakozott a szakkollégiumi programhoz, amely különös hangsúlyt fektet az identitás megerősítésére, a tudásra, a közösségi szemléletmódra és az értelmiségi pályára történő felkészítésre.
A szakkollégium célja a társadalmi integráció elősegítése. A közösség egyúttal egy együttélési modellként is működik, amely mind cigány, mind nem cigány fiatalok számára nyitott. A katolikus egyházmegye által fenntartott intézmény ökumenikus szemléletű, így teret ad más történelmi felekezetekhez tartozó fiataloknak is lelkiségük megélésére.
A szakkollégium feladata a tehetséggondozás és -fejlesztés mellett, hogy segítse a hallgatókat társadalmi hátterükből fakadó hátrányok leküzdésében, támogassa őket az egyetemi környezethez való alkalmazkodásban, valamint segítse a különböző tanulási módszerek elsajátításában és egyéni céljaik megvalósításában.
Az intézmény szoros együttműködést alakított ki a Gál Ferenc Egyetemmel és a Szegedi Tudományegyetemmel. Az egyetemek nem csupán háttérintézményként működnek, hanem stratégiai partnerek is. A szakkollégiumi program megvalósításába számos egyetemi oktató kapcsolódott be óraadóként, mentorként, tutorként. A szakkollégium törekszik arra is, hogy szakmai és tudományos egyetemi rendezvényeken, konferenciákon, kutatásokban is részt vegyen, és minél több ilyen jellegű együttműködést alakítson ki.